# King Clancy

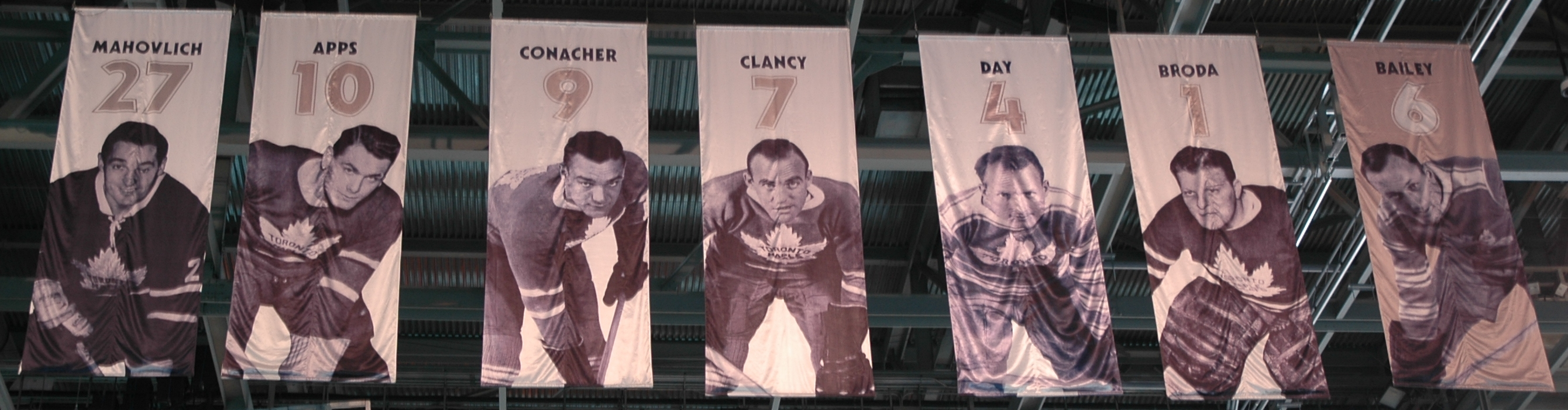
King Clancys #7 i taket i Air Canada Centre, Toronto.

Francis Michael "King" Clancy, född 25 februari 1903 i Ottawa, Ontario, död 10 november 1986 i Toronto, Ontario, var en kanadensisk professionell ishockeyspelare, ishockeytränare och ishockeydomare samt verksam som administrativ ledare inom sporten.
Som spelare representerade King Clancy Ottawa Senators och Toronto Maple Leafs i NHL åren 1921–1937. Han vann Stanley Cup med Ottawa Senators 1923 och 1927 samt med Toronto Maple Leafs 1932. Efter spelarkarriären tränade Clancy Montreal Maroons säsongen 1937–38 samt Toronto Maple Leafs åren 1953–1956. 
Trofén King Clancy Memorial Trophy delas ut till King Clancys ära.

## Statistik

### Spelare
| 1921–22    | Ottawa Senators     | NHL        | 24  | 4   | 6   | 10  | 21  | 2  | 0 | 0 | 0  | 2  |
| 1922–23    | Ottawa Senators     | NHL        | 24  | 3   | 2   | 5   | 20  | 2  | 0 | 0 | 0  | 2  |
| 1923–24    | Ottawa Senators     | NHL        | 24  | 8   | 8   | 16  | 26  | 2  | 0 | 0 | 0  | 6  |
| 1924–25    | Ottawa Senators     | NHL        | 29  | 14  | 7   | 21  | 61  | —  | — | — | —  | —  |
| 1925–26    | Ottawa Senators     | NHL        | 35  | 8   | 4   | 12  | 80  | 2  | 1 | 0 | 1  | 8  |
| 1926–27    | Ottawa Senators     | NHL        | 43  | 9   | 10  | 19  | 78  | 6  | 1 | 1 | 2  | 14 |
| 1927–28    | Ottawa Senators     | NHL        | 39  | 8   | 7   | 15  | 73  | 2  | 0 | 0 | 0  | 6  |
| 1928–29    | Ottawa Senators     | NHL        | 44  | 13  | 2   | 15  | 89  | —  | — | — | —  | —  |
| 1929–30    | Ottawa Senators     | NHL        | 44  | 17  | 23  | 40  | 83  | 2  | 0 | 1 | 1  | 2  |
| 1930–31    | Toronto Maple Leafs | NHL        | 44  | 7   | 14  | 21  | 63  | 2  | 1 | 0 | 1  | 0  |
| 1931–32    | Toronto Maple Leafs | NHL        | 48  | 10  | 9   | 19  | 61  | 7  | 2 | 1 | 3  | 14 |
| 1932–33    | Toronto Maple Leafs | NHL        | 48  | 13  | 12  | 25  | 79  | 9  | 0 | 3 | 3  | 14 |
| 1933–34    | Toronto Maple Leafs | NHL        | 46  | 11  | 17  | 28  | 62  | 3  | 0 | 0 | 0  | 8  |
| 1934–35    | Toronto Maple Leafs | NHL        | 47  | 5   | 16  | 21  | 53  | 7  | 1 | 0 | 1  | 8  |
| 1935–36    | Toronto Maple Leafs | NHL        | 47  | 5   | 10  | 15  | 61  | 9  | 2 | 2 | 4  | 10 |
| 1936–37    | Toronto Maple Leafs | NHL        | 6   | 1   | 0   | 1   | 4   | —  | — | — | —  | —  |
| NHL totalt | NHL totalt          | NHL totalt | 592 | 136 | 147 | 283 | 914 | 55 | 8 | 8 | 16 | 92 |

### Tränare
M = Matcher, V = Vinster, F = Förluster, O = Oavgjorda, P = Poäng
| Lag                 | År      | Grundserie | Grundserie | Grundserie | Grundserie | Grundserie | Grundserie              | Slutspel                  |
| Lag                 | År      | M          | V          | F          | O          | P          | Resultat                | Resultat                  |
| ------------------- | ------- | ---------- | ---------- | ---------- | ---------- | ---------- | ----------------------- | ------------------------- |
| Montreal Maroons    | 1937–38 | 18         | 6          | 11         | 1          | 13         | 4:a i Canadian Division | –                         |
| Toronto Maple Leafs | 1953–54 | 70         | 32         | 24         | 14         | 78         | 3:a i NHL               | Förlorade i första rundan |
| Toronto Maple Leafs | 1954–55 | 70         | 24         | 24         | 22         | 70         | 3:a i NHL               | Förlorade i första rundan |
| Toronto Maple Leafs | 1955–56 | 70         | 24         | 33         | 13         | 61         | 4:a i NHL               | Förlorade i första rundan |
| Totalt              | Totalt  | 228        | 86         | 92         | 50         | 222        |                         |                           |